# Theta Herculis
Theta Herculis (θ Her / 91 Herculis / HD 163770) es una estrella en la constelación de Hércules de magnitud aparente +3,85.
Se encuentra aproximadamente a 750 años luz del sistema solar,
Theta Herculis es una gigante naranja de tipo espectral K1II con una temperatura efectiva de 4320 K. 2400 veces más luminosa que el Sol, es considerada una gigante luminosa, diferente por tanto a la mayor parte de las gigantes naranjas observables en el cielo nocturno —como por ejemplo Pólux (β Geminorum)—.
Temperatura y luminosidad permiten evaluar su radio, 87 veces más grande que el radio solar, valor por encima del obtenido a partir de la medida directa de su diámetro angular —78 radios solares—.
Su velocidad de rotación proyectada, 5,4 km/s, indica que su período de rotación es, como máximo, de 780 días.
Con una masa entre 5,5 y 6,5 masas solares, tiene una edad comprendida entre 55 y 78 millones de años.
Theta Herculis es una estrella rica en cianógeno (CN), implicando que los elementos creados recientemente por fusión nuclear en su núcleo alcanzan la superficie estelar.
Pese a los altos contenidos de carbono y nitrógeno, su composición química muestra un contenido metálico relativamente bajo, en torno al 60% del existente en el Sol.